# Поздний еловый хермес
Поздний еловый хермес (лат. Adelges tardus) — вид полужесткокрылых из семейства хермесов (Adelgidae). Распространён в Европе. 

## Описание
Самки-основательницы чёрно-коричневого цвета с зеленоватым оттенком. Опушение тела короткое. Расселяющиеся особи тёмно-красные. Голова и грудь чёрные. Опушение тела длинное и густое. Личинки, живущие в галлах, и нимфы розовато-коричневые. Яйца, откладываемые основательницами, зеленовато-жёлтые. Расселительницы откладывают около 20 ярко-жёлтых яиц, которые через некоторое время становятся красноватыми.

## Экология
Образуют беловатые, овальные галлы. Вскрытие галлов происходит в августе. Кормовыми растениями являются ели (ель европейская, ель сибирская, ель канадская, ель колючая, редко ель восточная). Зимуют личинки.